# Pente de toit

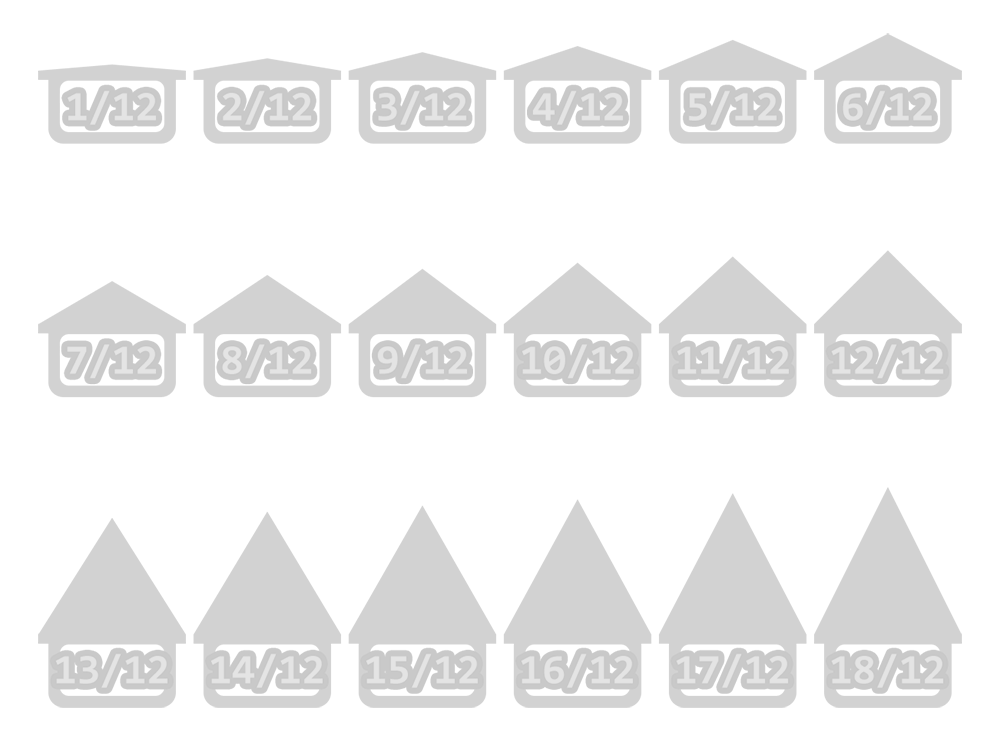
Pentes de toit selon le système impérial américain « rise/run » 1/12 à 18/12.

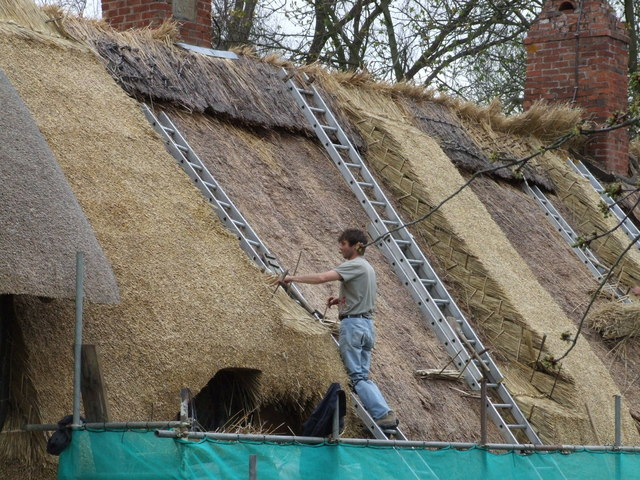
Le chaume est l’un des matériaux de toiture les plus anciens et nécessite une pente raide pour un drainage adéquat.

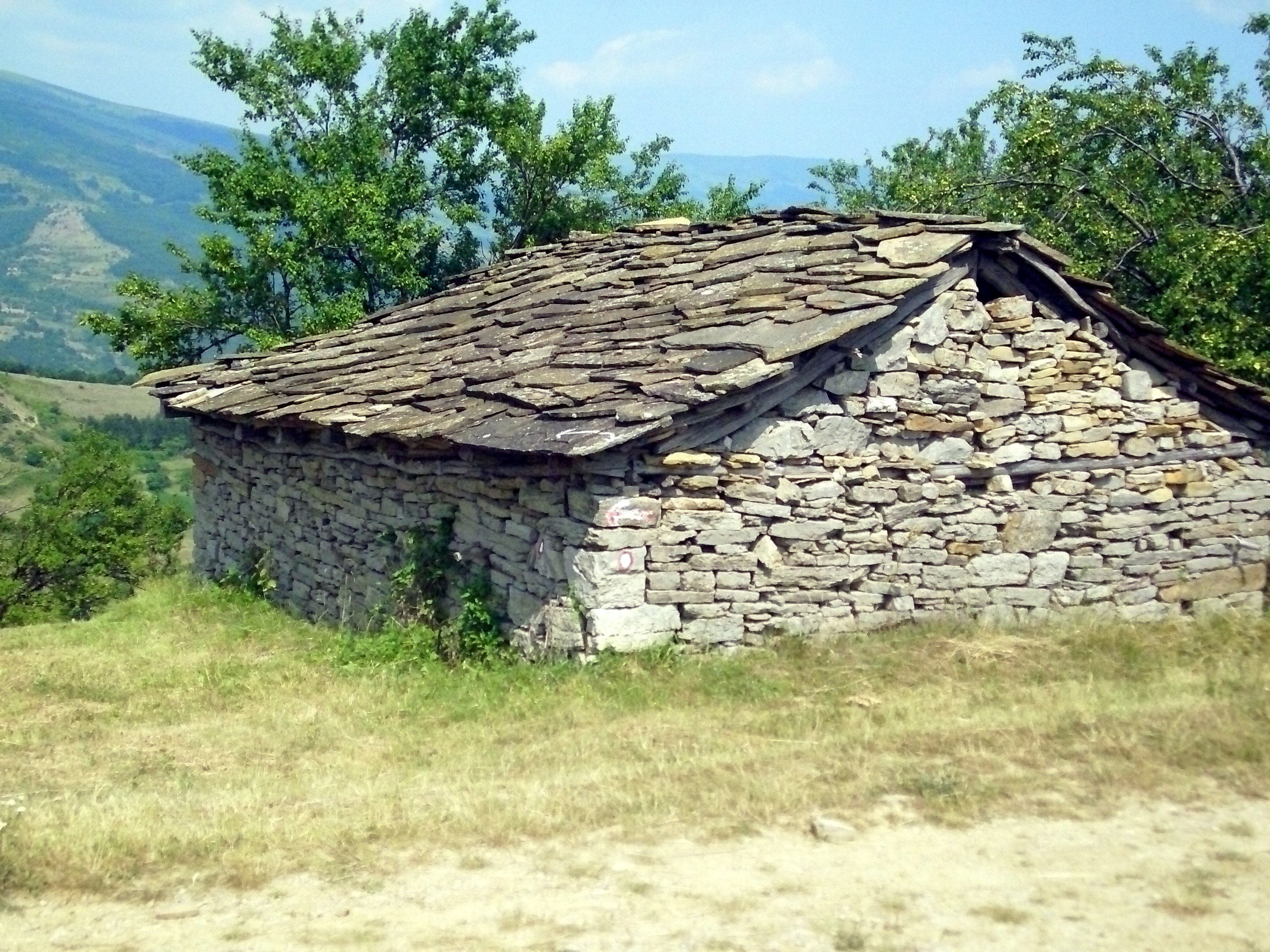
Certains types de toits en pierre ont une pente de toit très faible; une pente trop faible risque d'occasionner les fuites du toit, trop de pente, permettre aux pierres mal accrochées de glisser.

Roof pitch.

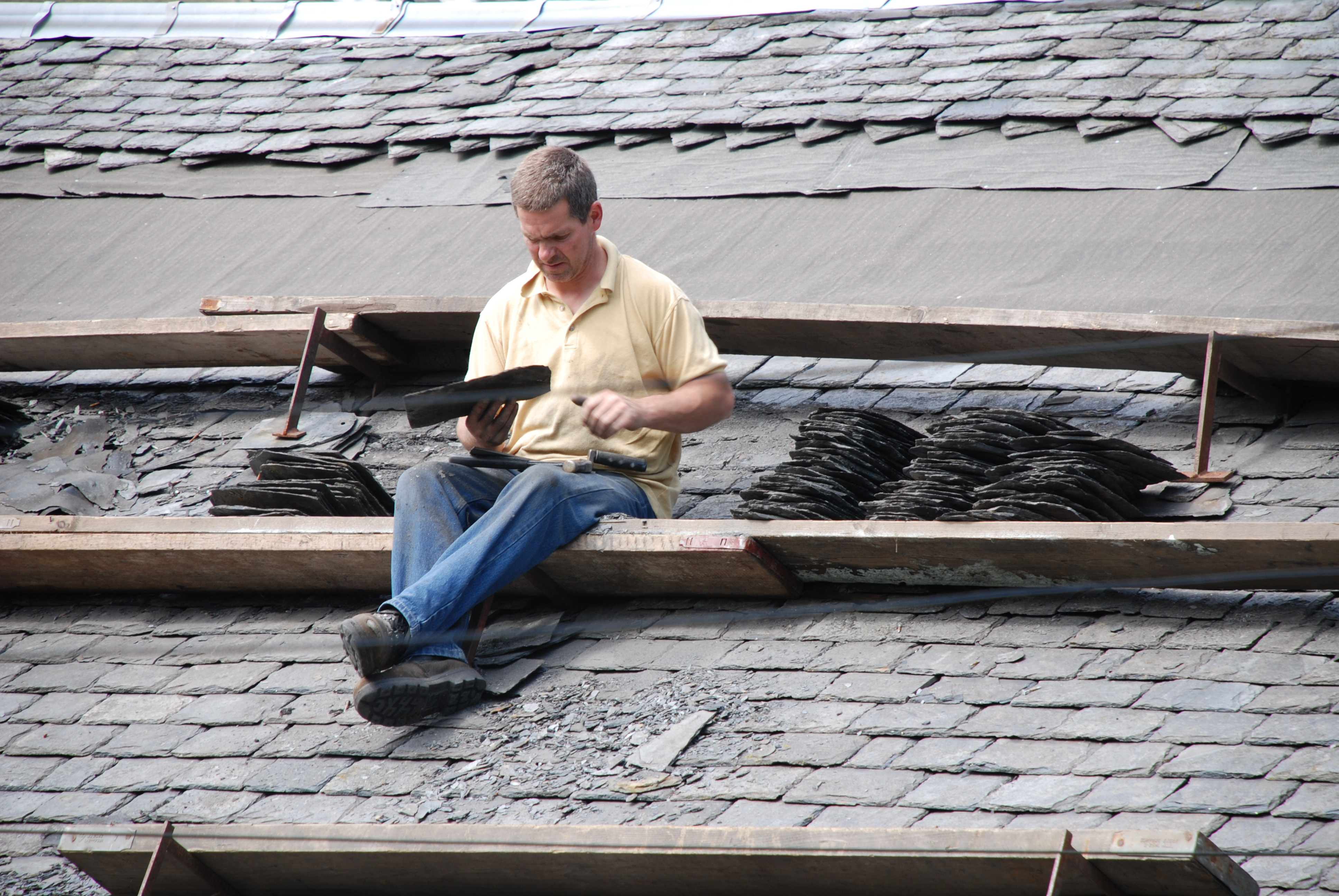
Les toits en ardoises avec des pentes trop raides, nécessitent pour y marcher, l'installation de planches sur des consoles de toit. Couvreur en ardoise au travail, Rothesay, Île de Bute.

Dans la construction des bâtiments, la pente d'un toit ou d'un « pan de comble » – on parle aussi d'inclinaison du toit – peut être exprimée de diverses manières. C'est souvent une mesure de l'angle que forment les chevrons par rapport au plan horizontal, exprimé mathématiquement en degrés. La pente est quelquefois exprimée selon le rapport existant entre la hauteur et la course ( «rise/run»), en pour cent, ou dans le monde anglo-saxon en pouces au pied, ou en pieds au pied. La pente peut-être aussi exprimée par certaines locutions: « pente à la demie », « pente au tiers », « pente au quart », etc.; ou dans le langage courant dans des expressions comme « faible pente », « forte pente »; les toits sont fonctionnellement « plats » ou « en pente ».
D'autres systèmes quantifient la pente de la toiture par un rapport de longueur de chevrons appelé aussi « longueur de pente » ou « longueur de rampant», relativement à la portée.

## Description
Les pays qui font usage du système métrique un angle en degrés est utilisé pour qualifier la pente d'une toiture.
Dans le monde anglo-saxon, la pente (pitch) d'un toit correspond à son élévation verticale, sa montée (rise), divisée par rapport à sa course (correspond à une demi-portée; elle représente donc la distance horizontale comprise entre le centre du faîtage et le côté extérieur de la sablière, en anglais run); dans les systèmes de mesure impériaux, elle s’exprime généralement avec la montée (rise) en premier et la course en second (run). Aux États-Unis, la pente du toit est généralement exprimée sous la forme d'un ratio, "rise over run" ou «rise/run», «montée sur course», qui utilise une course de 12 pouces et indique de combien pouces, le toit s'élève verticalement pour cette longueur horizontale. Les toits en pente bien proportionnés ont des pentes de 6:12 ou 8:12. Un toit qui monte à 45 degrés a une pente de 12:12. Le reste du monde anglophone utilise une mesure en degré par rapport à l'horizontale, ce qui est plus facile à comprendre de manière abstraite, mais pour l’appréhender de manière géométrique, il faut quelques étapes supplémentaires, et la mesure en degré ne donne pas autant d’informations sur le plan pratique que le ratio « rise/run ».
La convention aux États-Unis consiste à utiliser au plus simple des nombres entiers (par exemple, "trois sur douze") ou la fraction la plus proche, simple ou à deux chiffres lorsque ce la n'est pas possible (par exemple, "cinq et un quart sur douze" ou "cinq virgule deux-cinq sur douze", « five and a quarter in twelve », chacun exprimé numériquement par 5.25:12). La pente exacte du toit en degrés est donnée par l'arc tangente.  Par exemple: arctan (3/12) = 14°
Les gammes fondamentales de hauteurs ne sont pas définies de manière uniforme, mais vont de « plat », par ailleurs pas tout à fait plat pour drainer l’eau, jusqu’à 1/2:12 à 2:12 (1 sur 24 à 1 sur 6); les toitures à faible pente, qui nécessitent des matériaux et techniques spécifiques pour éviter les fuites, vont de 1:12 (2:12) à 4:12 (1 sur 3); les pentes conventionnelles de 4:12 (1 sur 3) à 9:12 (3 sur 4); et les toitures en pente forte supérieures à 9:12 (3 sur 4) (21:12) (7 sur 4) qui peuvent nécessiter des fixations supplémentaires. 
L'anglais distingue pitch, la pente du toit et slope, la pente mathématique, qui par ailleurs est utilisée en français comme en anglais pour qualifier un escalier, la fonction tangente en trigonométrie.
La pente est quelquefois exprimée par la proportion obtenue en divisant la hauteur (rise) par la portée (span) de la toiture: « Pente à la demie » exprime l'angle des chevrons du toit par lequel la montée est la moitié de la distance de la projection horizontale de la portée, soit la course (on trouve la correspondance en anglais « one-half pitch », « half-pitch roof », soit un angle de 45°); on trouve aussi « pente au tiers » (third pitch, arctan(2/3)=33.69°), « pente au quart » (quarter pitch, arctan(1/2)=26.56°). Pente au quart et pente au tiers sont également des expressions employées et correspondent à la fraction inscrite,.
Dans le système métrique ont utilise aussi la chute par unité de portée, exprimé par une pente de "1 sur x ", une pente de 1 sur 1 étant de 45 °. Le cas échéant, le plus petit commun multiple est utilisé, par exemple une pente de 3 en 4, plutôt que " 9 en 12 " ou "1 en 1 1/3".  
Les définitions varient pour savoir si un toit doit être ou non considéré « en pente ». En degrés, 10° (2:12 ou 1:6) est considéré comme un minimum.

## Importance de la pente
L'inclinaison des versants varie avec les matériaux de la couverture, avec les climats, avec les usages et les styles; on peut aussi invoquer la facilité de déplacement sur le toit. Les proportions du bâtiment dans son ensemble sont affectées par la forme du toit, déterminant dans certains styles architecturaux, par exemple les pentes abruptes de l’Architecture gothique et la faible pente des toitures de l'Architecture classique. On a fait usage en France, notamment, depuis l'époque de Louis XIV, de charpentes imaginées par François Mansart, offrant des versants à deux pentes : une pente douce, du faîte au membron, qui est l'arête horizontale d'intersection ou « ligne de bris », et une pente raide, nommée brisis; c'est dans cette partie que s'ouvrent les fenêtres en lucarnes des mansardes. La pente des toitures a évidemment une influence considérable sur l'étendue des surfaces couvertes (au détriment des surfaces verticales, les toits à pignons et autres toits à plusieurs versants permettent de construire des structures primaires plus basses avec une réduction correspondante des matériaux d'ossature des pans de murs et leurs revêtements).
Dans les pays du Nord, les toitures avaient anciennement, presque toutes, une inclinaison d'environ 60°, favorable à un rapide assèchement et à l'évacuation aisée des neiges. À partir de la Renaissance, on a remplacé les combles par des terrasses, ou déprimé les toits en les cachant derrière des attiques, à l'imitation des constructions du Midi. On a ainsi enlevé aux combles le rôle important qu'ils jouaient dans les édifices plus anciens. On y a perdu, au point de vue de la beauté comme au point de vue de la solidité de la couverture. « De grands combles sont favorables à l'aspect d'un édifice », qui atteint, grâce à eux, et à peu de frais relativement, de grandes proportions en hauteur. (On ne pourrait se figurer, par exemple, l'Hôtel de ville de Bruxelles privé de ses vastes combles ornés de multiples et élégantes lucarnes, que « comme un ensemble mutilé et découronné »).

### Influence du climat
L’objectif principal de l’inclinaison d’un toit est de rediriger l’eau et la neige. Ainsi, la hauteur d'une toiture est généralement plus grande dans les zones de forte pluie ou de neige. Le toit escarpé de la maison longue tropicale de Papouasie-Nouvelle-Guinée, par exemple, touche presque complètement le sol. Les toits à pignons élevés et en pente raide du nord de l'Europe sont typiques dans les régions à fortes chutes de neige. Dans certaines régions, les codes du bâtiment exigent une pente minimale. Buffalo, New York et Montréal, Québec, Canada, spécifient 6 en 12, soit une pente d’environ 26,6 degrés[réf. nécessaire].
Dans les contrées méridionales, les pluies sont rares; elles sont parfois très abondantes, mais l'écoulement ne s'en fait que mieux: des pentes douces sont admissibles, et en effet, on n'y voit que des toits peu inclinés; l'angle est d'environ 20° à 30°. Dans le Nord, les pluies sont modérées mais fréquentes; il importe que les couvertures soient rapidement asséchées. Les toits, plus lents à se sécher, à cause de l'état moins sec de l'air et de la basse température, demandent une plus grande pente, d'autant plus qu'il importe que les neiges ne séjournent pas longtemps sur les versants. A ce point de vue, il est bon que la pente s'approche de 60°.

### Influence du matériau de couverture

#### Couverture en feuille
Les combles couverts en feuilles métalliques, plomb, zinc, cuivre ou fer, peuvent affecter une inclinaison plus faible que ceux qui sont couverts en verre, en ardoises et surtout en tuiles. Les couvertures en métal offrent une surface sensiblement continue dans le sens de la pente, et n'ont guère de joints exposés à l’infiltration de l'humidité. Aussi ces couvertures peuvent-elles être même presque horizontales et établies en forme de terrasses. Au XIXe siècle, la pente est souvent d'environ 10° à 15° avec le plomb ou le zinc; une pente de 25° est plus recommandable. Au contraire les ardoises, et surtout les pannes et les tuiles plates, présentent des joints multipliés et des surfaces rugueuses; leur matière est poreuse et craint l'humidité. À pente égale, l'écoulement des eaux est moins rapide que sur des parois métalliques; les pores retiennent plus longtemps l'humidité. Ces couvertures, surtout celles en terre cuite non vernissée, se conserveraient mal si la pente ne favorisait pas, par une raideur suffisante, un rapide assèchement après la pluie.

#### Couverture en écaille
Dans un système de couverture en tuiles ancien, plus le pureau est court ou plus il y a d'épaisseur de tuiles en chaque point du comble, plus ce comble doit rapprocher son inclinaison de la verticale, désavantage qui se traduit dans une certaine mesure par un accroissement de matériaux de charpente et d'espace couvert difficile à utiliser. D'autre-part la couverture en tuiles plates exige une pente deux fois et demie aussi prononcée que celle nécessaire à la couverture en tuiles creuses. La tuile creuse, par le relèvement rapide de ses ailes, protège ses joints verticaux contre l'infiltration des eaux. Il n'en est pas de même pour ses joints horizontaux par lesquels peuvent passer les pluies aspirées par la capillarité ou poussées par le souffle contraire des vents. La tuile plate présente de toutes parts le même inconvénient qu'a la tuile creuse pour ses seuls joints horizontaux, elle exige en conséquence une pente encore plus inclinée. Pour l'une ou pour l'autre de ces tuiles, la grandeur du recouvrement au droit des joints formés par simple juxtaposition à plat est en rapport inverse à la pente du toit; la force d'action qui entraîne les eaux sur un pan de comble dépendant directement du degré d'inclinaison de ce pan. Dès lors plus un toit est « rapide » moins grand peut être le recouvrement et réciproquement. Le maximum de pente est indiqué pour les tuiles creuses par l'assiette nécessaire à ces tuiles qui ne sont maintenues en place que par leur propre poids; et pour les tuiles plates par le moment où leur crochet d'attache sur le lattis n'offrirait plus de sécurité constante quant à leur chute. À Paris on adopte pour les tuiles creuses des pentes de 18 à 26°, pour les ardoises de 33 à 45°, et pour les tuiles plates, de 36 à 51°. Dans le Nord on admet pour les pannes et tuiles 33 à 45°, pour les ardoises 45 à 60°.

## Pentes historiques
Pendant toute la période romane, la pente de toiture de la nef des églises n'a cessé d'augmenter, passant d'une pente légère à une pente à 45° milieu du XIIe siècle. Les développements structurels du système gothique se sont toutefois accompagnés d'une nette augmentation de la pente des toitures, maintenant généralement comprises entre 54° et 57°, avec des exemples allant jusqu'à 60° et même 65°. Dans le nord de la France, les toits des édifices gothiques étaient invariablement complètement indépendants de la voûte. Cette dernière constituait le plancher de séparation en maçonnerie entre le sommet de la voûte en pierre et les grandes arbalétriers, les éléments les plus bas de la charpente en bois du toit.

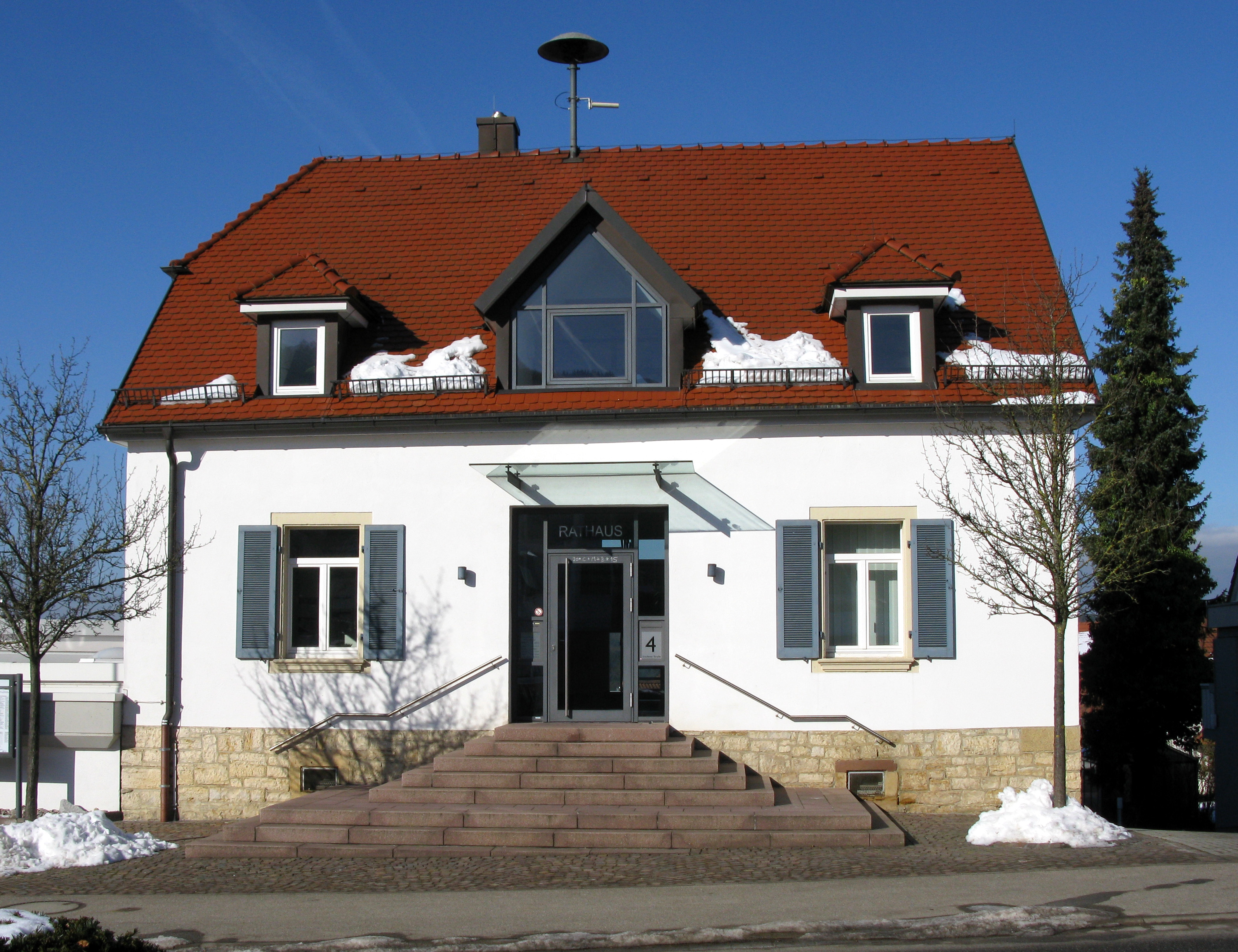
Bâtiment dans la Forêt Noire avec un toit en pente.

Historiquement, la pente des toits était qualifiée de deux autres manières: un rapport hauteur de faîte/largeur du bâtiment (span)  et d'autre part par un rapport longueur de chevrons/largeur du bâtiment.
Les toits les plus utilisés ont reçu les noms de: 
- Grec (Greek): la hauteur du faîte est de 1/9 à 1/7 la portée (un angle de 12,5° à 16°);
- Roman (Roman): la hauteur du faîte est de 2/9 à 1/3 la portée (un angle de 24° à 34°);
- Commun (Common): la longueur du chevron est de 3/4 la portée (environ 48°);
- Gothique (Gothic): les chevrons sont égaux à la portée (60°); et
- Élisabéthain (Elizabethan): les chevrons sont plus longs que la portée (plus de 60°)[11].

## Voir également
- Toit-terrasse
- Toit en appentis
- Rupture de pente